# Militärkyrkogård

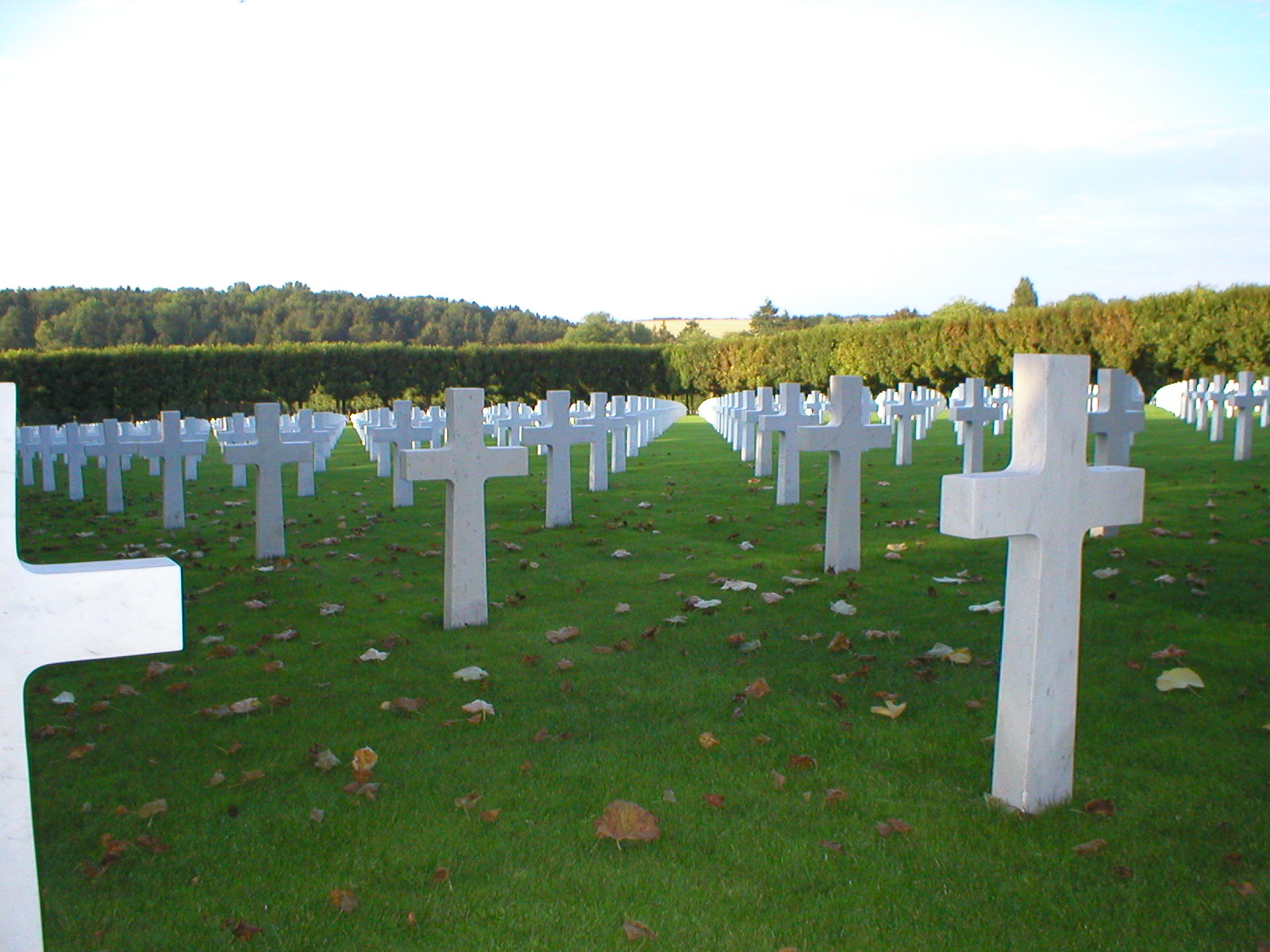
USA:s största krigskyrkogård i Europa, Meuse-Argonne, Frankrike, med 14 246 stupade från första världskrigets offensiver väster om Verdun

Militärkyrkogårdar, (soldatkyrkogårdar, krigskyrkogårdar) är kyrkogårdar där soldater under olika krig fått sitt sista vilorum. Sådana anläggningar är vanliga i krigsdeltagande länder, där ofta gravdekoren är enhetlig, till exempel i form av vita kors på många amerikanska kyrkogårdar. 

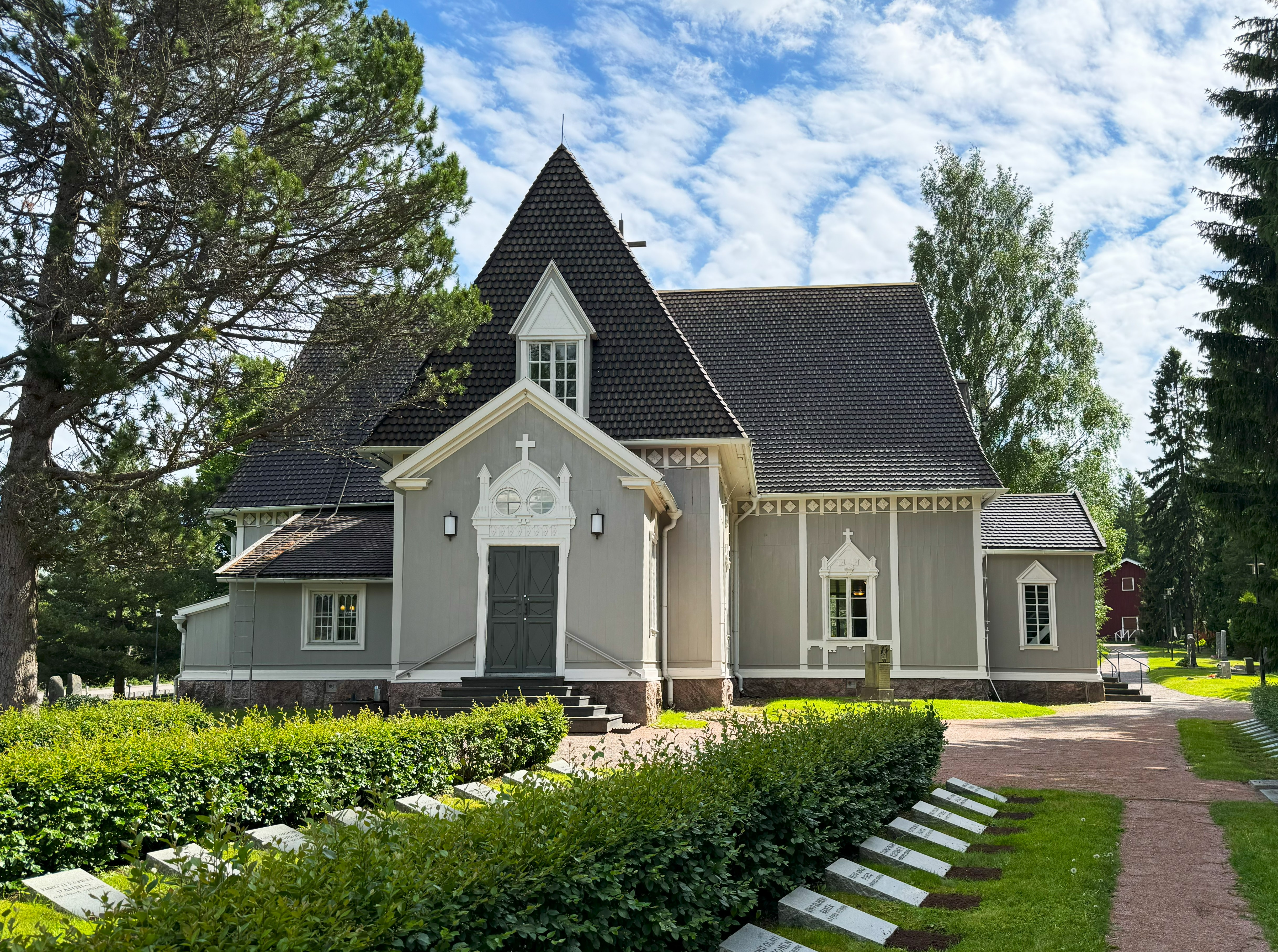
Hjältegravar vid Tusby kyrka, belägen vid Tusby träsk i Nyland i Finland.

Sedvanan med stora soldatkyrkogårdar med individuella gravplatser uppkom mot slutet av 1800-talet och fick sina första stora uttryck i de gravfält som anlades efter första världskriget i Frankrike och Belgien, längs den gamla västfronten.

## Finland

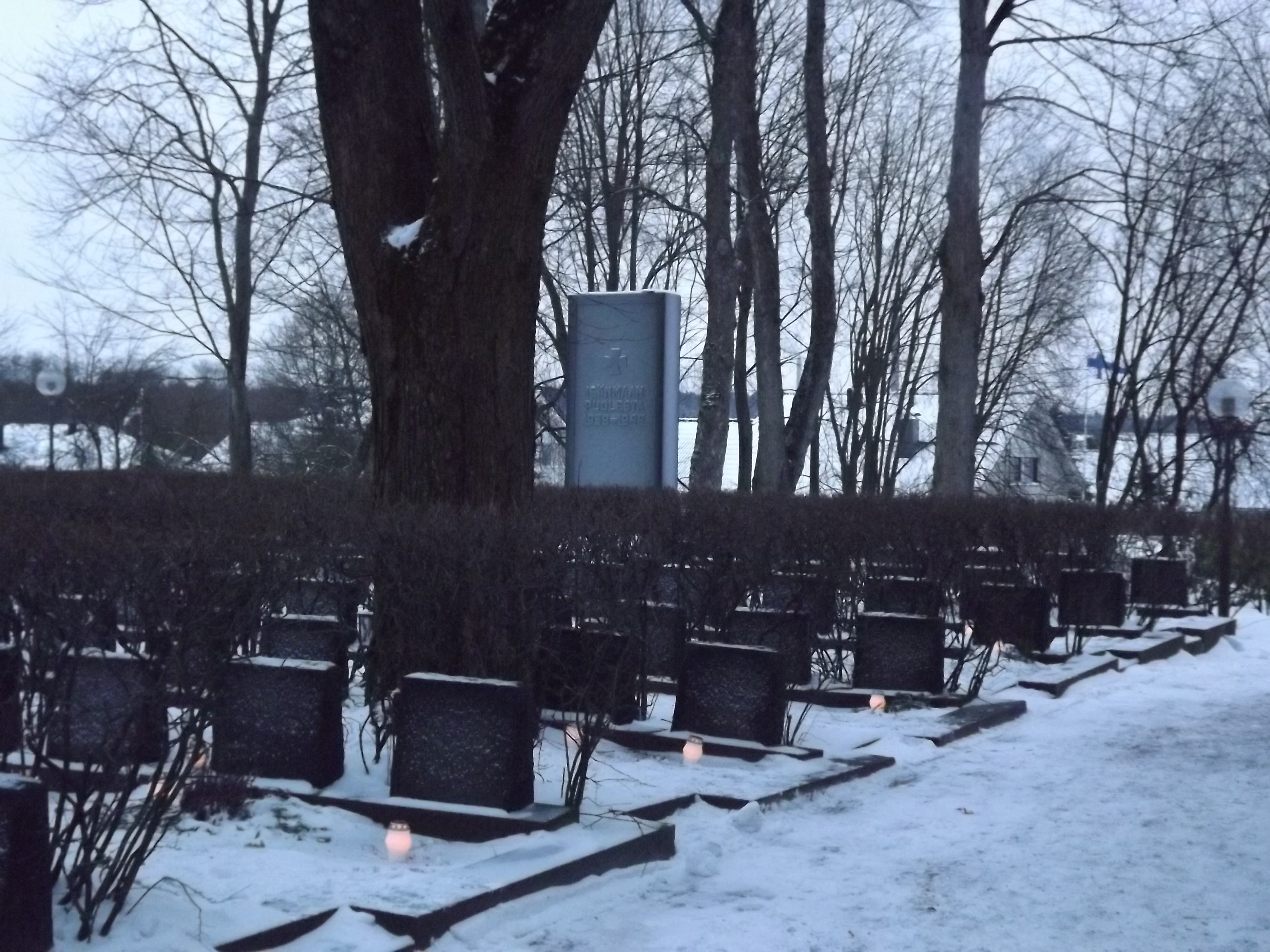
Hjältegravarna vid S:t Marie kyrka. Tända ljus inför självständighetsdagens morgongudstjänst.

I Finlands krig på 1900-talet fördes de stupade hem och begravdes i sin hemförsamling. Därför finns vid de flesta finländska kyrkogårdar ett skilt område för dessa så kallade hjältegravar. Det mest kända är hjältegravarna på Sandudds begravningsplats.

## Sverige

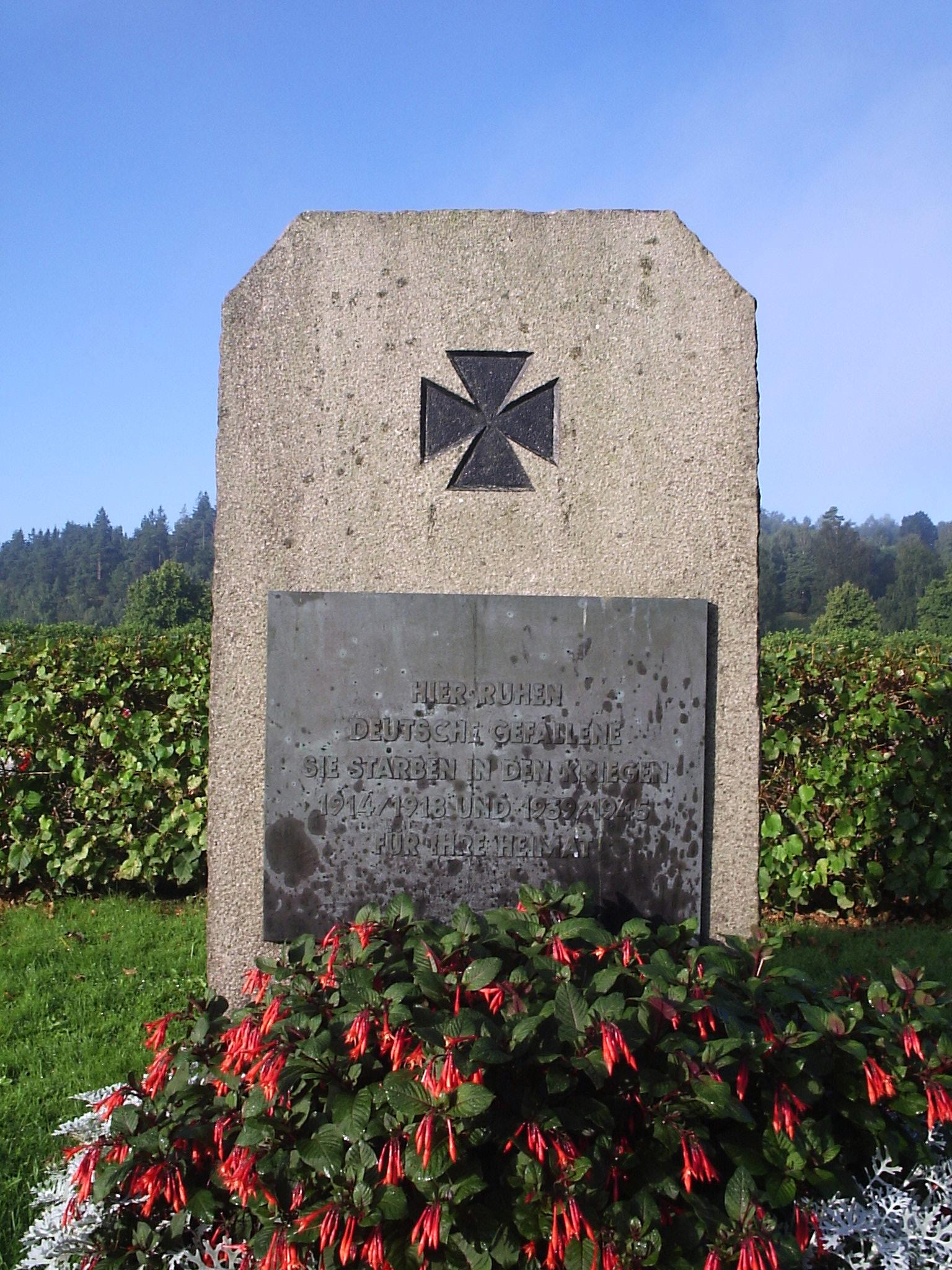
Tysk soldatgrav på Kvibergs kyrkogård i Göteborg

Specifika krigskyrkogårdar är inte särskilt vanliga i Sverige. De stora svenska krigen ägde rum vid en tid då de döda stjälptes i massgravar utan större åthävor.
I Helsingborg finns två krigskyrkogårdar inom Pålsjö kyrkogårds område. I en vilar tyska sjömän och befäl från en minsvepare som förolyckades i en storm i slutet av andra världskriget. Fartyget avsåg ändra kurs och söka nödhamn i Helsingör, men fartyget fick slagsida och sjönk. De omkomna kom sedan att flyta iland dagarna efter olyckan. Begravningen ägde rum under militära hedersbetygelser och i närvaro av överlevande skeppskamrater som sedermera överfördes till Danmark (då ockuperat av Tyskland). 
I den andra delen vilar flygsoldater från det brittiska samväldet, i de flesta fall omkomna i samband med störtningar eller nödlandningar i Sverige, före eller efter bombräder i Tyskland under andra världskriget. De jordfästes under mycket omfattande ceremonier med deltagare från respektive legation i Sverige. En jordfästning kunde samla  3 000–3 500 deltagare.
Även på Kvibergs kyrkogård i Göteborg finns gravar med tyska och brittiska soldater, från båda världskrigen.

## USA
USA:s mest välkända militärkyrkogård är Arlingtonkyrkogården i Arlington, Virginia utanför Washington, D.C. De flesta federala militära begravningsplatserna förvaltas genom USA:s veterandepartement.